# Spindelrödhätting
Spindelrödhätting (Entoloma araneosum) är en svampart som först beskrevs av Lucien Quélet, och fick sitt nu gällande namn av Meinhard (Michael) Moser 1978. Spindelrödhätting ingår i släktet Entoloma och familjen Entolomataceae.  Arten är reproducerande i Sverige. Inga underarter finns listade i Catalogue of Life.